# 拉巴尔姆
拉巴尔姆（法語：La Balme，法語發音：[la balm]）是法国萨瓦省的一个市镇，属于尚贝里区。

## 地理
拉巴尔姆（45°42'22"N, 5°43'7"E）面积9.4 平方千米，位于法国奥弗涅-罗讷-阿尔卑斯大区萨瓦省，该省份为法国东部省份，历史上为薩伏依的一部分，北起上萨瓦省，西接伊泽尔省和安省，南部和东部与上阿尔卑斯省和意大利接壤。
与拉巴尔姆接壤的市镇（或旧市镇、城区）包括：布朗斯、米尔和热利尼约、佩里约、维里尼安、尚帕尼厄、卢瓦雪、特赖兹、耶讷、帕尔沃和纳塔日。

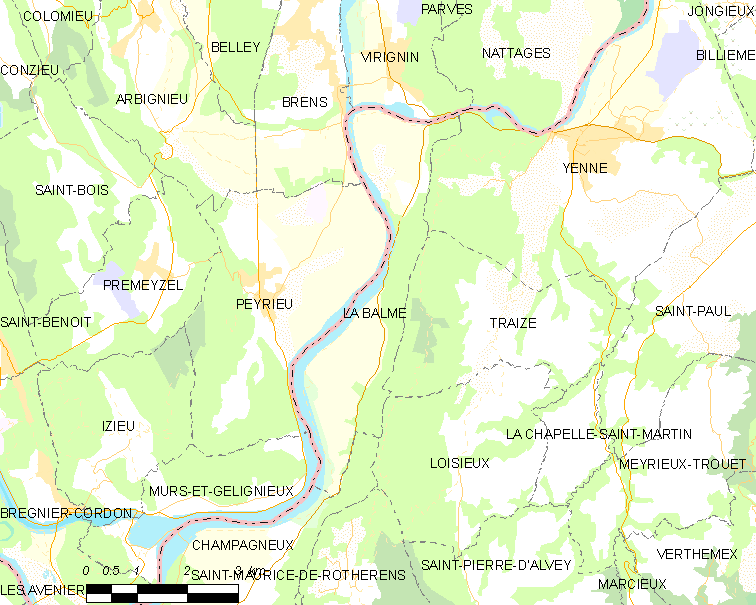
拉巴尔姆的OSM定位图

拉巴尔姆的时区为UTC+01:00、UTC+02:00（夏令时）。

## 行政
拉巴尔姆的邮政编码为73170，INSEE市镇编码为73028。

## 政治
拉巴尔姆所属的省级选区为萨瓦比热县。

## 人口

1962-2008年间拉巴尔姆人口变化图示

拉巴尔姆于2022年1月1日时的人口数量为356人。